# Cryptanura volcanica
Cryptanura volcanica là một loài tò vò trong họ Ichneumonidae.